# Saratak
Saratak (in armeno Սարատակ?) è un comune di 1 211 abitanti (2008) della provincia di Shirak in Armenia.